# Đức Mẹ Cột Trụ

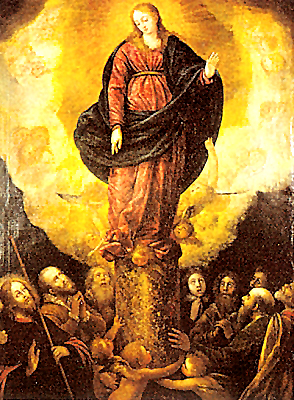
Đức Mẹ Cột Trụ

Đức Mẹ Trụ Cột (Tiếng Tây Ban Nha: Nuestra Señora del Pilar) là tên được đặt cho Maria được cho là đã hiện ra một cách kỳ diệu ở Zaragoza, Tây Ban Nha vào thời kỳ sơ khai của Kitô giáo. Đức Mẹ Cột Trụ là Bổn Mạng của Tây Ban Nha, bảo vệ dân Tây Ban Nha và công đồng Tây Ban Nha. Đền thờ là Vương cung thánh đường Đức Mẹ Cột Trụ nằm bên bờ sông Ebro.

## Cuộc hiện ra
Theo truyền thống Tây Ban Nha cổ xưa, vào ngày 2 tháng 1 40 AD, trong thời kỳ sơ khai của Kitô giáo, Giacôbê, một trong mười hai Tông đồ của Chúa Giêsu, đã đến rao giảng Tin Mừng ở vùng đất Caesaraugusta (tại Zaragoza), ở tỉnh Hispania của Đế quốc La Mã. Ở đây có rất ít người tin theo nên ông đã chán nản với sứ mệnh của mình. Trong khi ông đang cầu nguyện bên bờ sông Ebro cùng với một số đệ tử thì Đức Maria đã hiện ra một cách kỳ diệu trước mặt ông trên đỉnh một cột trụ cùng với các thiên thần ca hát. Maria đảm bảo với Giacôbê rằng những người dân sẽ được biến đổi và đức tin của họ sẽ mạnh mẽ như cột trụ mà Mẹ đang đứng trên. Mẹ cho ông một cột trụ làm biểu tượng và một hình ảnh bằng gỗ của mình. Giacôbê đã cho xây dựng một thánh đường tại chính nơi ông đã thấy Đức Maria hiện ra.
Người ta thường tin rằng Đức Mẹ hiện ra cho Giacôbê thông qua một khả năng "phân thân" kỳ diệu, bởi lẽ khi đó bà vẫn còn sống ở Êphêsô hoặc Jerusalem vào thời điểm xảy ra sự kiện hiện ra. Maria được cho là đã chết trong khoảng thời gian từ 3-15 năm sau khi Chúa Giêsu lên trời. Sau khi xây dựng thánh đường, Giacôbê trở về Jerusalem với một số đệ tử của ông, nơi ông đã tử vì đạo với hình thức bị chặt đầu vào năm 44 AD dưới triều Herod Agrippa. Có thuyết cho rằng, các môn đệ của ông đã lấy cắp thi hài và mang đến Tây Ban Nha His disciples allegedly returned his body to Spain..

## Công nhận
Cuộc hiện ra của Đức Mẹ Cột Trụ được chấp nhận rộng rãi như một truyền thống thiêng liêng. Các Giáo hoàng từ rất sớm đã ban hành các sắc lệnh xác nhận tính xác thực của đền thờ và sự hiện ra của Maria. Giáo hoàng Calixtô III đã ban hành một sắc lệnh vào năm 1456 khuyến khích việc hành hương đến Đức Mẹ Cột Trụ. Trong đó cũng thừa nhận các phép lạ đã xảy ra trong đền thờ kính Đức Mẹ tại Tây Ban Nha. Thông qua sắc lệnh này mà tên Đức Mẹ Cột Trụ được khẳng định.
Tuy nhiên mâu thuẫn gay gắt đã phát sinh liên quan đến nguồn gốc thần kỳ của nhà thờ trong triều đại của Giáo hoàng Innôcentê XIII. Tây Ban Nha kêu gọi Tòa Thánh giải quyết những tranh cãi. Sau khi tiến hành một cuộc điều tra cẩn thận, một nhóm gồm mười hai vị hồng y đã thông qua một văn bản, được sự chấp thuận của Thánh Bộ Lễ Nghi vào ngày 7 tháng 8 năm 1723. Từ đó lễ Đức Mẹ Cột Trụ được tổ chức vào ngày 12 tháng 10. Giáo hoàng Clêmentê XII đã cho phép cử hành lễ Đức Mẹ Cột Trụ trong tất cả đế quốc Tây Ban Nha vào năm 1730. Trùng hợp với việc khám phá ra châu Mỹ, danh hiệu Đức Mẹ Cột Trụ sau đó được đặt là Bổn Mạng của toàn bộ Đế quốc Tây Ban Nha.

## Miêu tả về Cột Trụ

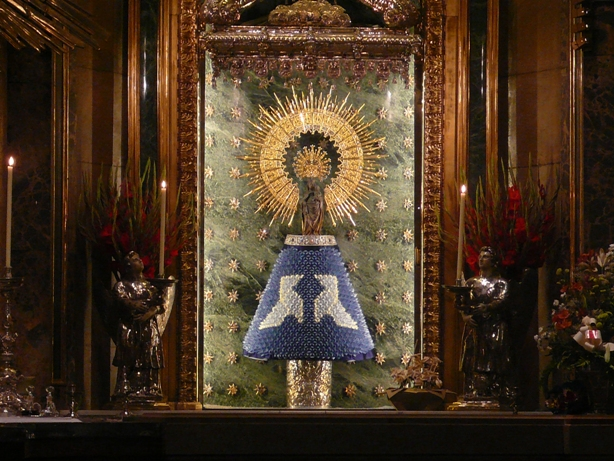
Đức Mẹ Cột Trụ được bao bọc bởi một áo choàng manto làm bằng giấy origami

Một Cột Trụ cùng với tượng Maria hiện đang được trung bày tại Vương cung thánh đường Cột Trụ. Nó được cho là cột trụ mà Maria đã để lại trong cuộc hiện ra, mặc dù có rất nhiều thiên tai đã xảy đến với nhà thờ. Một trận hỏa hoạn vào năm 1434 đã thiêu rụi nhà thờ trước khi nhà thờ hiện nay được xây dựng.
Hình ảnh của Maria hiện nay có thể hoặc không phải là bản gốc. Một số tài liệu cho rằng hình tượng bằng gỗ ban đầu đã bị phá hủy khi nhà thờ bị đốt cháy vào năm 1434, điều này mâu thuẫn với một vài tài liệu khác cho rằng nó vẫn là bức tượng ban đầu. Bức tượng Maria được làm bằng gỗ, đứng cao 39 cm (15 in) trên một trụ cột được làm bằng ngọc cao 6 feet (1,8 m). Bức tượng mô tả Mẹ Maria với Chúa Giêsu Hài Đồng trên cánh tay trái. Từ thế kỷ 16, cột trụ thường được bọc bởi một chiếc vải trùm được gọi là Manto (tiếng Anh: lớp vỏ). Nhìn chung, cột trụ được bảo vệ bởi một khung đồng và sau đó là một khung bạc. Lễ đội mũ triều thiên diễn ra vào năm 1905 dưới triều đại của Giáo hoàng Piô X. Triều thiên được thiết kế bởi Hầu tước Grini, trị giá 450.000 pesetas (£ 18.750, 1910).

## Đền thờ
Việc xây dựng các nhà thờ hiện nay được bắt đầu vào năm 1681 và hoàn thành vào năm 1711. Sau đó được trùng tu vào thế kỷ 18 mở rộng kích thước như hiện nay: dài 130 mét (430 ft), rộng 67 mét (220 ft), có mười một mái vòm, bốn tháp chính, và mười tháp cửa trời. Nhà thờ được nâng lên hàng Tiểu vương cung thánh đường vào năm 1950 dưới triều giáo Hoàng Piô XII.
Trong cuộc nội chiến Tây Ban Nha, hai quả bom đã rơi trúng nhà thờ nhưng nó lại hỏng và không phát nổ. Sự kiện này được xem như một phép lạ, và những quả bom được trưng bày như một minh chứng.